# Christi Verklärung (Köln)

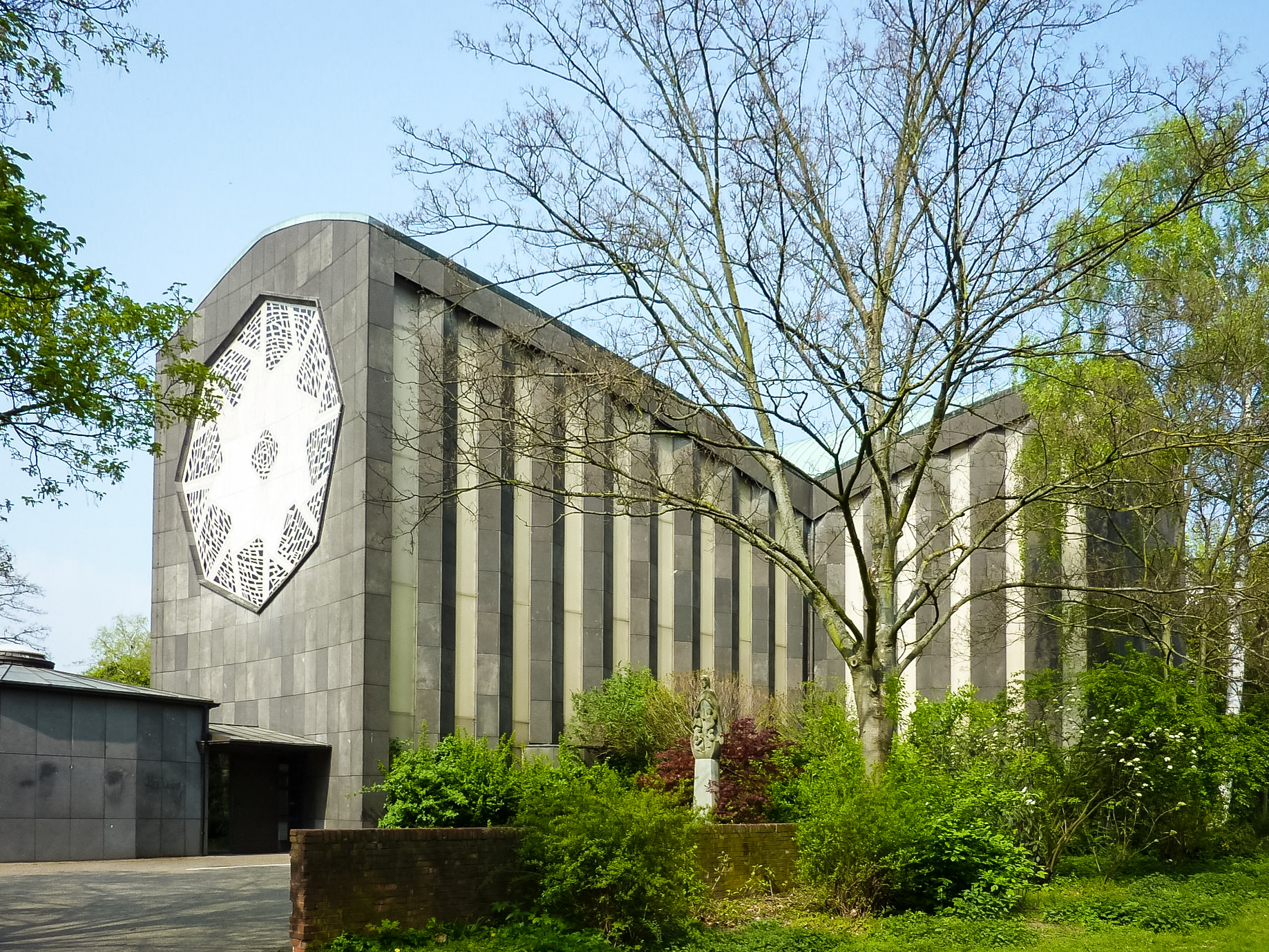
Außenansicht mit Fensterrosette

Christi Verklärung ist eine katholische Pfarrkirche im Kölner Stadtteil Heimersdorf, die in den Jahren 1966/1967 nach Plänen des Architekten Josef Lehmbrock erbaut und im Oktober 1966 geweiht wurde. Sie ist der Verklärung Christi gewidmet und war ursprünglich der Stilrichtung des Brutalismus zuzurechnen.

## Geschichte

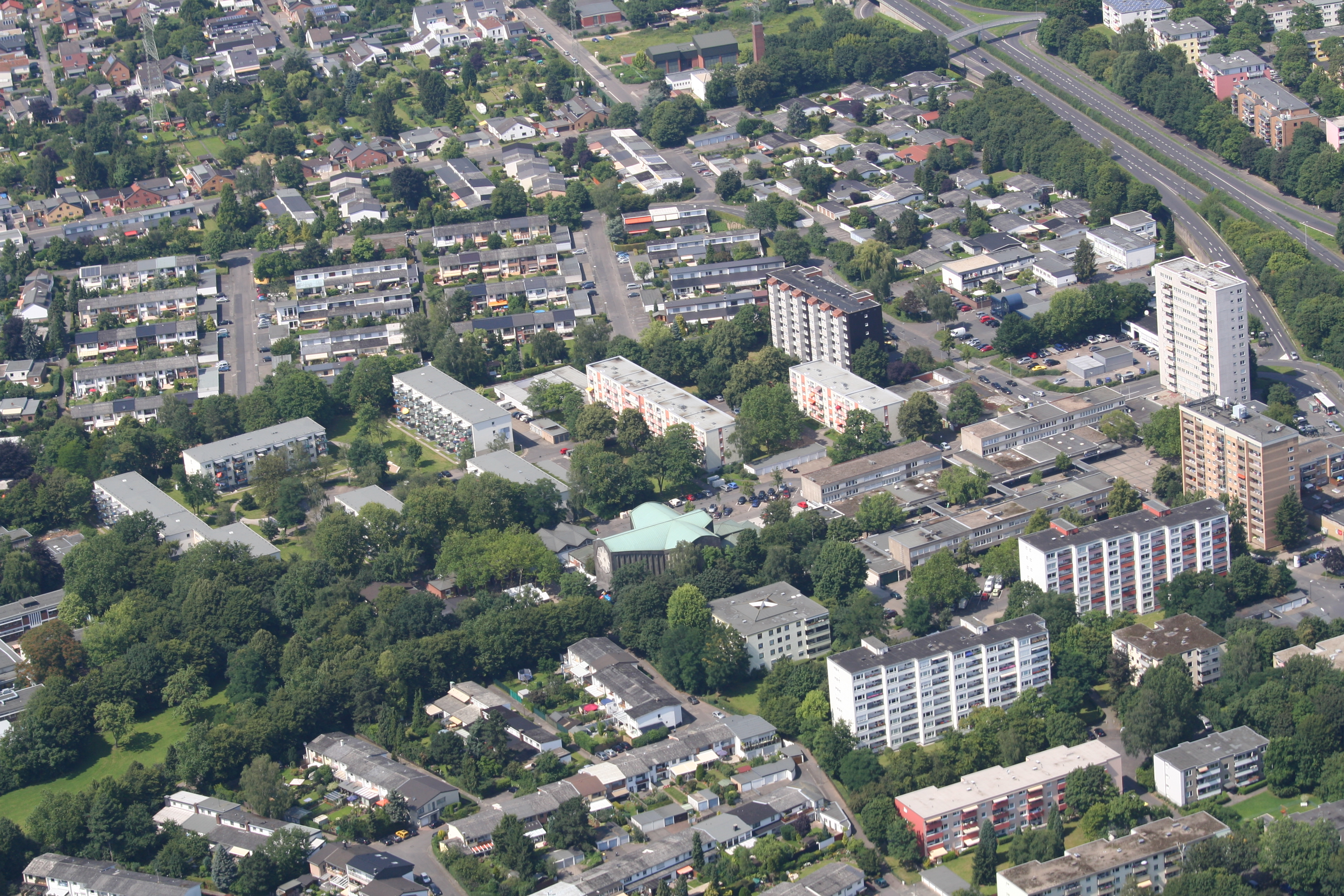
Christi Verklärung von oben (Mitte)

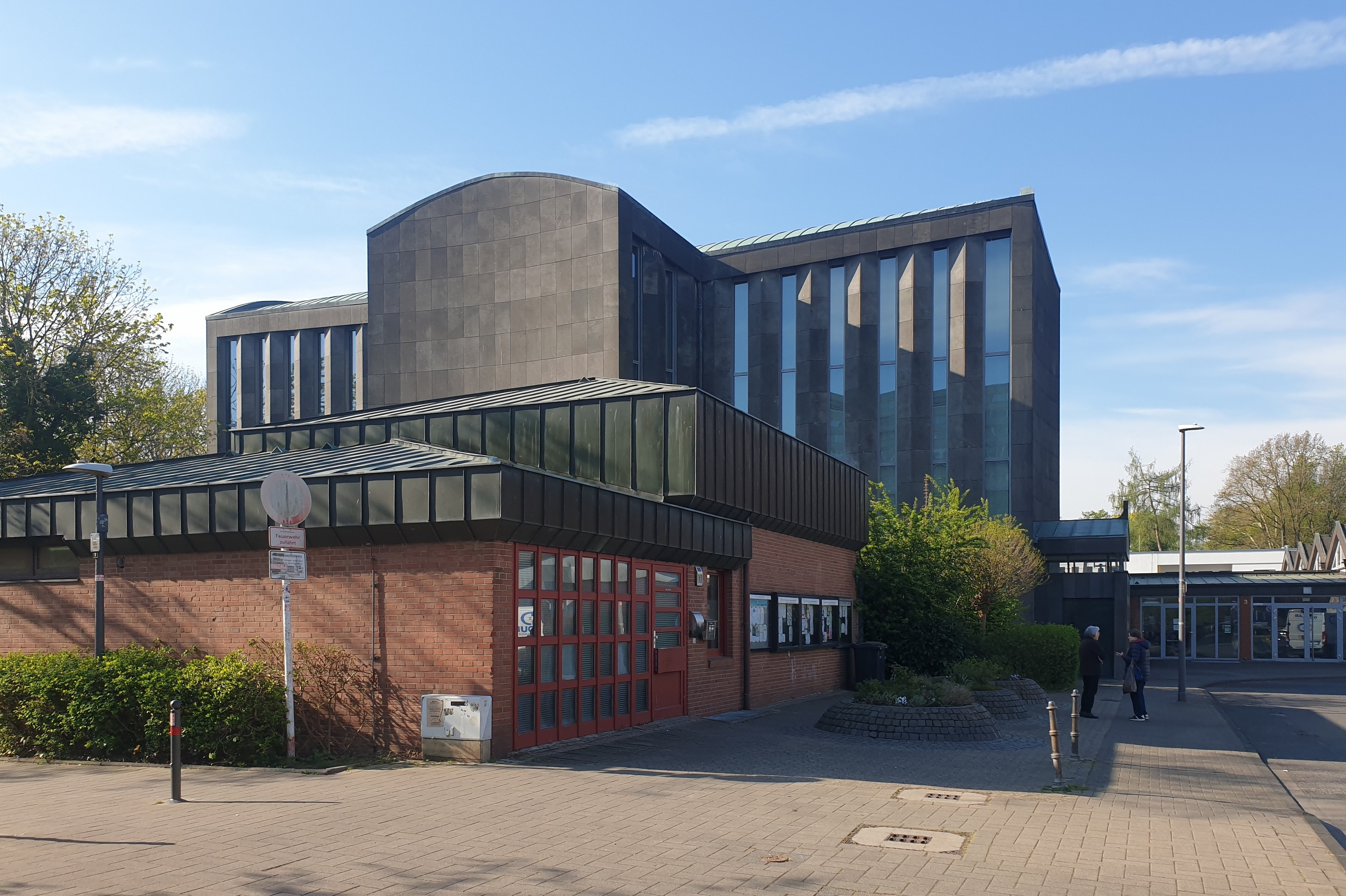
Ansicht von Norden

Der Kölner Stadtteil Heimersdorf erfuhr Anfang der 1960er Jahre einen starken Bevölkerungszuwachs aufgrund des Siedlungsbaus im Rahmen der Neuen Stadt Chorweiler. In dieser Neubausiedlung entstand ab 1962 ein neuer Seelsorgebezirk, der auch ältere Siedlungen aus den benachbarten Kirchengemeinden in Weiler, Longerich und Fühlingen mit einbezog. Eine erste Notkirche wurde im Dachgeschoss eines privaten Ladenlokals eingerichtet, mit der Besonderheit, dass auch die evangelische Gemeinde hier ihre Gottesdienste feierte. Im Januar 1963 gründete sich die Rektoratspfarrei Christi Verklärung. Die Notkirche wurde zunehmend zu klein für die wachsende Gemeinde, so dass 1963 der Düsseldorfer Architekt Lehmbrock mit der Planung einer Kirche mit Saal, Jugendheim, Dienstwohnungen, Kindergarten und Bücherei beauftragt wurde.
Die Bauarbeiten an dem Pfarrsaal gingen so zügig voran, dass man im April 1965 einen provisorischen Glockenturm errichtete und seitdem die Gottesdienste in diesem Taborsaal abhielt.
Im Oktober 1966 war auch der Kirchenbau abgeschlossen; kurz vor der Weihe durch Weihbischof Augustinus Frotz am 29. Oktober wurde der Grundstein im Gemäuer des Baus platziert.
In den Folgejahren wurde die Ausstattung der Kirche erweitert, Ende 1967 durch Glocken, 1974 durch eine Orgel. Die Krypta erhielt 1978 eine im nördlichen Langhausseitenschiff des Kölner Doms bei den Ausgrabungsarbeiten gefundene Altarplatte. Das letzte Provisorium war der 1979 ausgetauschte Ambo.
Umfangreiche Reparaturen und Änderungen wurden bereits kurz nach der Fertigstellung durchgeführt. Die Taufkapelle wurde 1998 renoviert. Zwischen 2007 und 2011 wurde – vier Jahre lang – das große Rosettenfenster saniert; ein später angelegter zweiter Eingangsbereich am Seitenschiff musste wegen Bodenabsackungen saniert werden. Der Zustand der Außenwände ist inzwischen nicht mehr im Originalzustand, was eine Unterschutzstellung durch den Denkmalkonservator bisher verhindert hat.

## Baubeschreibung
Christi Verklärung steht auf einem achsensymmetrischen, kreuzförmigen Grundriss, der einem Gewand mit ausgebreiteten Armen gleicht – ein Symbol für die ausgestreckten Arme Christi. An den vier Stirnseiten ziehen sich leicht nach innen gewölbte, ursprünglich unverputzte Betonwände mit Segmentgiebel hoch, davon drei ohne jegliche Fensteröffnung. Nur die Langhauswand im Südwesten öffnet sich mit einer übergroßen, achteckigen Fensterrosette, dem Erkennungszeichen der Kirche. Das sehr flache, gewölbte Dach nach Art eines niedrigen Spitztonnendachs ist mit Kupfer gedeckt.
Die raumbildenden Verbindungen zwischen den Stirnseiten bestehen aus eng zusammengestellten, vertikalen Betonlamellen, zwischen denen hohe weiße Fensterstreifen die Kirche von allen Seiten belichten.
Eingänge befinden sich am Fuß des Langhauses und (später ergänzt) am linken Seitenschiff. Dem Langhaus vorgelagert und mit dem Hauptbau verbunden ist eine eingeschossige Taufkapelle, deren Boden zwei Stufen niedriger als die Umgebung liegt.
Vor dem kurzen Chor (oberer Balken des „Kreuzes“) erstreckt sich der um drei Stufen erhöhte Altarbereich bis in die Vierung hinein, wobei die Bänke der Gemeinde – den gesamten Raum der drei anderen „Kreuzarme“ ausfüllend – im Halbkreis um ihn angeordnet sind. Der Deckenraum ist wie ein Zollingerdach offen und mit einem feingliedrigen Holznetzwerk strukturiert, das an gotische Netzgewölbe erinnert – wie auch generell die Gesamtwirkung der Kirche durch den Lichteinfall und die Vertikalität der Symbolsprache der Gotik folgt.

## Ausstattung

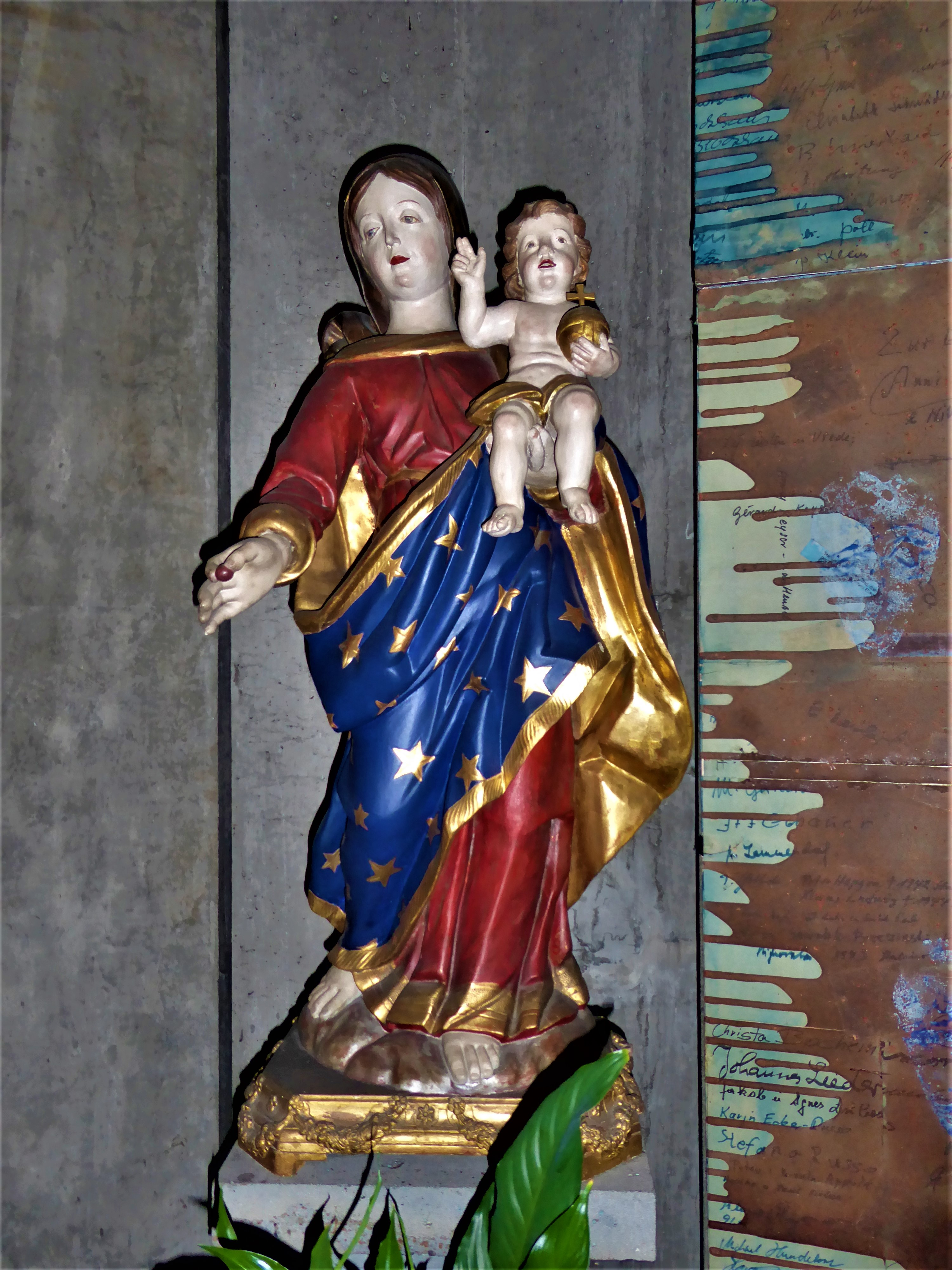
Madonna mit Kind, um 1750

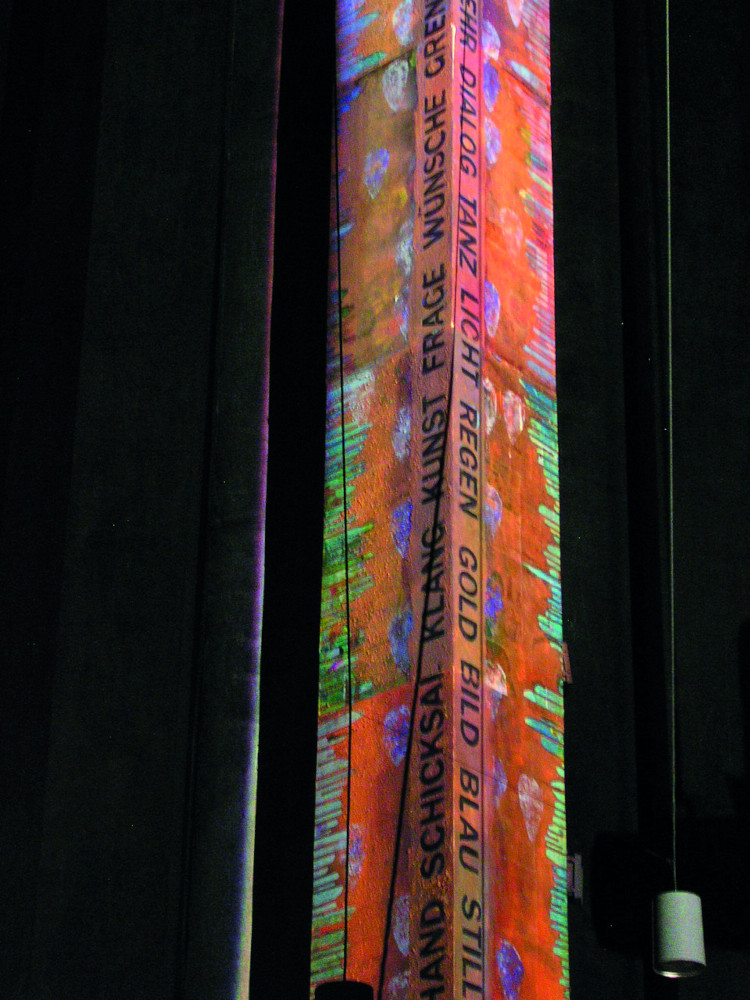
Kunstwerk "Entfaltungen"

### Innenraum
Das in der Taufkapelle aufgestellte Taufbecken besteht aus verschiedenen Steinobjekten, die zum Teil in der Kölner Dombauhütte von Auszubildenden hergestellt wurden, zum Teil aus dem 19. Jahrhundert stammen. Ein hier befindliches Kreuz ist ein Werk von Toni Zenz.
Die große Fensterrosette mit abstrakten Kompositionen in Rot und Blau wurde von Günter Peltzer geschaffen.
Eines der frühesten Ausstattungsstücke ist eine barocke Madonnenskulptur, die aus dem schweizerischen Aargau stammt und um 1750 entstanden ist. Sie hat ihren Platz links vom Altarbereich.
Der Altar mit Weinstockmotiv wurde von dem Bildhauer Josef Klein aus Düsseldorf aus schwarzem Kattenfels (ein Knollenkalk) gefertigt. Das darüber hängende Altarkreuz von Hubert Gülden aus dem Jahr 1971 ist von romanischen Triumphkreuzen inspiriert und stellt einen gekrönten, königlichen Christus dar, umgeben von Symbolen der vier Evangelisten. Ein Ambo in Adlerform stammt von dem Bildhauer Paul Nagel. Als Tabernakel diente ursprünglich eine Arbeit der Kölner Bildhauerin Jutta Osten von 1975. Dieses wurde Anfang des 21. Jahrhunderts gegen das Sakramentshaus mit Tabernakel der Schwesterkirche St. Markus ausgetauscht, die verkauft worden war. Das Sakramentshaus ist aus einer Fiale des Kölner Doms gefertigt und enthält ein Tabernakel von Paul Nagel.
Im Jahr 2000 kam eine russische Ikone der Verklärung Christi zur Ausstattung dazu, die auf der rechten Seite des Altarraums angebracht wurde. Im selben Jahr entstand – in kollaborativer Arbeit mit der Gemeinde – die Collage Entfaltungen von Eva Marie Degenhardt, die eine der Betonlamellen links vom Altar in voller Höhe verkleidet.

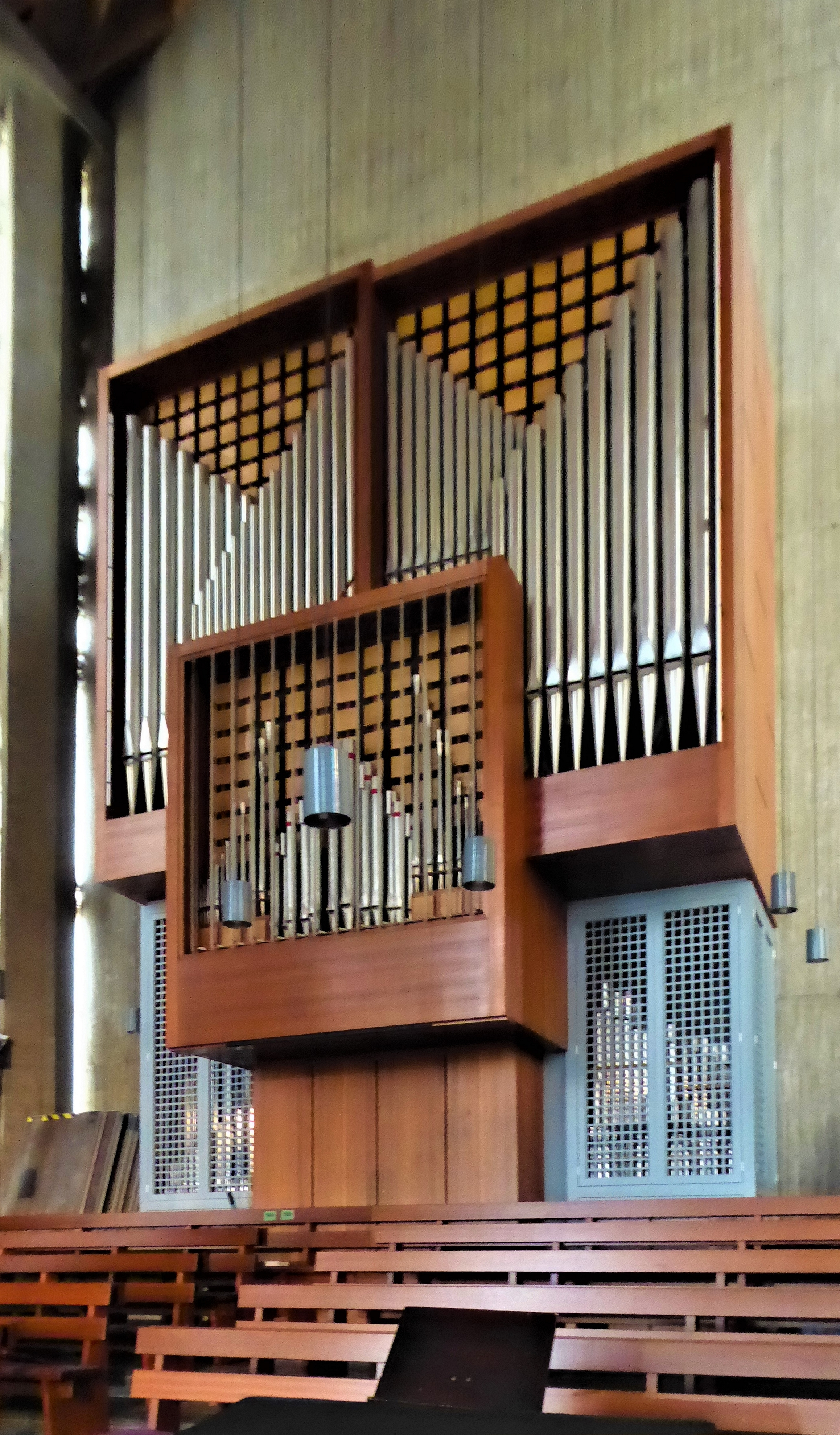
Klais-Orgel

### Orgel und Glocken
Die ursprüngliche Orgel, ein Positiv mit fünf Registern, war von Beginn an für die Kirche deutlich unterdimensioniert und wurde 1974 an St. Markus abgegeben. Die zweite Orgel von 1974, gefertigt von Willi Peter, war aus finanziellen Gründen mit seinen zwei Manualen und 23 Registern noch immer zu klein für den großen Kirchenraum. Im Jahr 2010 konnte durch große finanzielle Anstrengungen, Spendenkampagnen und einen Zuschuss des Erzbistums eine Renovierung und Erweiterung durch Johannes Klais Orgelbau vorgenommen werden, so dass die „neue Orgel“ am 22. Mai 2011 geweiht werden konnte. Sie verfügt jetzt über drei Manuale und 46 Register sowie eine LED-Beleuchtungsanlage.
Auf einen Glockenturm wurde vom Architekten aufgrund der bereits vertikalen Wirkung des Kirchenbaus kein Wert gelegt, und seitens der Gemeinde aus finanziellen Gründen verzichtet. Es gibt zwei Glocken auf einem Glockengerüst im Außenbereich, deren Schlagtöne gis1 und h1 sind. Die letztere ist eine Leihglocke aus dem Jahr 1669.